# 1月
1月是公历年中的第一个月，是新一年度全年第一個大月，共有31天。
在北半球，1月是冬季的第二个月。該月的节气：小寒、大寒；在南半球，1月是夏季的第二个月。
英文中的1月（January）来源于古罗马的双面神雅努斯（Janus）。

## 大事记
1912年：武昌起義後的第二年，本日國父在南京總統府宣誓就任中華民國臨時大總統。宣告中華民國正式成立。

## 節日／紀念日

### 日期固定
- 1月1日：世界上许多国家的新年，中國大陸和台灣則稱為元旦。中華民國開國紀念日[1]。
- 1月26日：澳洲日
- 1月27日：國際大屠殺紀念日

### 日期不固定
- 1月的第一个星期日：黑人日
- 1月的第二個星期一：成人節（日本）
- 1月的第三个星期一：马丁·路德·金纪念日（美國）
- 1月的第三个星期五：國際戀物日
- 1月的最后一个星期日：國際麻瘋日或世界防治麻風病日

## 其它
- 在1月，太阳穿过黄道带的射手座和摩羯座
- 在平年，1月开始于与10月一个星期的同样一天
- 在闰年，1月开始于与4月和7月一个星期的同样一天
- 1月的星座包括摩羯座（12/22~1/19）和水瓶座（1/20~2/18）
- 1月的诞生花是雪花莲
- 1月的诞生石是石榴石

## 参看
- 四季：春季 -- 夏季 -- 秋季 -- 冬季